# Les Zinzins de l'espace
Production
Diffusion
Les Zinzins de l'espace est une série télévisée d'animation française en 104 épisodes de 13 minutes, créée par Jean-Yves Raimbaud et Philippe Traversat, et diffusée entre le 6 septembre 1997 et le 12 mai 2006 sur France 3. Par la suite, la série est rediffusée sur Canal J du 1er janvier 1998 au 23 février 2012, sur Gulli du 4 octobre 2006 au 23 octobre 2017, sur Boing depuis 2012 et sur beJunior depuis sa création en mars 2017. Elle est diffusée depuis le 1er avril 2020 sur le service de streaming Netflix.
Au Québec, elle a été diffusée à partir du 13 septembre 1997 sur Télétoon sous le titre Le Zinzin de l'espace.
Les Zinzins de l'espace met en scène une bande d'extraterrestres (initialement au nombre de cinq, et par la suite de quatre) anthropomorphes ayant trouvé refuge dans une maison terrienne à louer. Ils sont continuellement aux prises avec des locataires et doivent développer des trésors d'ingéniosité pour s'en débarrasser, tout en trouvant un moyen de rentrer sur leur planète nommée Zygma-B.

## Synopsis
Coincés sur Terre après s'être écrasés en soucoupe volante, des extraterrestres emménagent dans le grenier d'une maison à louer. Malheureusement pour eux, les locataires humains rendent la cohabitation difficile. Aidés par le SMTV (Super-Méga-Trans-Volteur), machine pouvant leur donner une apparence humaine, insecte, matérielle ou animale, les cinq protagonistes (quatre dans la deuxième saison) font tout leur possible pour faire fuir les locataires en même temps que trouver un moyen de rentrer chez eux. Enfin, la raison de leur impossible retour sur leur planète colorée semblable à Saturne, et nommée Zygma-B, est donnée lors d'un épisode : tous leurs « intrus » s'y sont rendus malgré eux grâce aux fusées d'Etno, impensablement fonctionnelles. Ce dernier réussit à rentrer en créant un paradoxe temporel dans l'épisode intitulé Qui est qui ?
Dans les Zinzins de l'espace, de nombreux clins d'œil sont faits à Oggy et les Cafards, et inversement, Jean-Yves Raimbaud étant le créateur des deux séries.

## Production
Des personnages seront créés en pré-production par Jean-Yves Raimbaud. Le nom et la couleur de Bud, l'un des protagonistes de la série, sont inspirés de l'Orange bud, une variété de cannabis 100 % skunks. Cela explique également son comportement. Les Zinzins de l'espace est lancée en 1997, et diffusée en France sur France 3. La chanson thème originale est la chanson Monster Men d'Iggy Pop, tandis que la chanson thème italienne, avec des paroles d'Alessandra Valeri Manera (it) et une musique de Silvio Amato (it), est chantée par Cristina D'Avena.
La série s'inspire des cartoons américains des années 50, exploitant le ressort comique du slapstick : à plusieurs reprises, les personnages sont brûlés ; écrasés ; électrisés ; tabassés, etc. et ce sans que cela ne cause leur mort. Leur maison subit le même traitement, elle est parfois détruite dans un épisode avant d'être à nouveau présente en parfait état au suivant. Le but des extraterrestres reste identique à chaque épisode, à la fois faire fuir les différents locataires tout en tentant de rentrer chez eux (le 2ème cas échouant à chaque tentative).
Aux États-Unis, la série devait être à l'origine appelée Home to Rent (« Maison à louer ») mais a été rebaptisée Space Goofs à la dernière minute. La série est la première importée à percer sur le marché américain produite par les Français de Gaumont Multimédia en association avec ProSieben (Allemagne) et France 3.
En mars 2020, les 104 épisodes diffusés entre 1997 et 2006 sont disponibles sur la plateforme Netflix,.

## Fiche technique
- Titre original : Les Zinzins de l'espace
- Titre anglophone : Home to Rent (pré-production), Space Goofs
- Création : Jean-Yves Raimbaud et Philippe Traversat
- Réalisation : Thomas Szabo (saison 1), Olivier Jean-Marie (saison 2)
- Scénario : Olivier Jean-Marie, Bob Camp, Samuel Kaminka, Pierre Colin-Thibert, Jean-Yves Raimbaud, Jim Gomez, François Rosso, Franck Ekinci, Bob Jaques, Kelly Armstrong, Mauro Casalese, Nicolas Gallet
- Direction artistique : Jean-Yves Raimbaud et Hugues Mahoas (saison 1), Jean Journaux (saison 2)
- Décorateur palette graphique : Frédéric Beauchamp (Saison 1), Thierry Lellouche (Saison 2)
- Décorateurs : Nicolas Moschini, François Rosso, Pierre-Olivier Vincent, Olivier Brut, Georges Humphry, Emmanuelle Nicolle, Caroline Ardies, Denis Dufourg, Dominque Giacomoni, Willy Keller, Christine Wibaux
- Création des personnages additionnelles : Hugo Gittard (Saison 1), Thierry Gérard (Saison 2)
- Montage : Daniel Reynes et Florence Poli (saison 1), Patrick Ducruet (saison 2)
- Musique : Hervé Lavandier, Ramon Pipin et Iggy Pop pour le générique
- Production : Marc du Pontavice
  - Production associée : Matthieu Galian
  - Production déléguée : Marc du Pontavice
  - Production exécutive : Thomas Déron et Emmanuelle Colin
- Société de production : Gaumont Multimédia, ProSieben (1997-1998), Xilam, Pictanovo, Gaumont Animation (saison 2) (2005-2006)
- Studio d'animations : Big Star Enterprise, Sunwoo Entertainment/Anivision/Toutenkartoon (Saison 1)
- Pays d'origine :  France
- Langues originales : anglais, français
- Genres : Série d'animation, comédie
- Nombre de saison : 2
- Nombre d'épisode : 104
- Dates de diffusion :
  -  France : 6 septembre 1997 au 12 mai 2006
  -  Québec : 13 septembre 1997 au 1998
- Durée : 11 à 13 minutes

## Distribution
Société de doublage : Ramsès (Saison 1),  Studio Chinkel (Saison 2)
Direction artistique : Yves Hirschfeld (Saison 1), Marie-Christine Chevalier (Saison 2)
Adaptation des dialogues : Michel Trouillet (Saison 1), Jean-Marc Lenglen (saison 2)
- Peter Hudson (saison 1), Bernard Alane (saison 2) : Etno
- Patrick Préjean (saisons 1-2) : Gorgious
- Éric Le Roch (saison 1), Éric Métayer (saison 2) : Candy
- Marc Bretonnière (saison 1), Éric Métayer (saison 2) : Bud
- Antoine Tomé (saison 1), Patrick Guillemin (saison 2) : Stéréo

* Sylvain Caruso, Marc Bretonnière, Pascal Casanova, Jean-Claude Donda, Juliette Degenne, Gérard Surugue, Tom Novembre, Frédéric Souterelle, Jean-Loup Horwitz, Patrice Dozier, Marc Saez, Patrick Préjean, Alexis Tomassian, Martial Le Minoux, Michel Mella, Patrick Guillemin, Lisa Garcias, Emmanuel Curtil, Véronique Augereau, Nathalie Bienaimé, Stéphane Ronchewski, Jessica Barrier, Jean-Louis Faure, Chantal Macé, Laura Préjean, Danièle Hazan et Yves-Henri Salerne : voix additionnelles[réf. nécessaire]

## Épisodes

### Diffusion nationale
En France, la série est diffusée dans sa première saison entre le 6 septembre 1997 et le 29 août 1998 dans l'émission Les Minikeums sur France 3. La seconde saison a été diffusée du 3 septembre 2005 au 12 mai 2006 sur France 3, dans l'émission France Truc.  Plus tard, la série est rediffusée sur Canal J à partir du 1er janvier 1998, sur Gulli depuis le 4 octobre 2006, sur Boing depuis 2012 et sur beJunior depuis sa création en mars 2017.
Du 21 septembre 2003 au 17 janvier 2004, les personnages des Zinzins de l'espace ont animé sur France 3 une tranche horaire hebdomadaire nommé Envoyé Spatial, tous les dimanches, puis tous les samedis, cette tranche horaire diffusait deux productions de Xilam (Ratz et Oggy et les Cafards). Les séries animés étaient entrecoupés de reportages des Zinzins de l'Espace sur l'univers des terriens (par exemple : « Sachons reconnaitre un être humain »).

### Diffusion internationales
Au Maroc, la série était diffusée sur 2M.
Aux États-Unis, la série était diffusée à partir de septembre 1997 tous les samedis matins sur la chaîne Fox. Au Canada, elle a été diffusée en français sur Télétoon et en anglais sur Teletoon. En Amérique latine, la première saison a été diffusée entre 1997 et 2002 sur la chaîne Locomotion, entre 1997 et 1999 sur Magic Kids, et en 1998 sur Fox Kids. La deuxième saison là-bas est diffusée entre 2005 et 2007 sur Jetix et entre 2010 et 2011 sur Global TV.
Depuis le 1er avril 2020, la série est disponible sur le service de streaming Netflix.

## Principaux personnages
- Etno Polino : Etno est le chef de la bande, généralement enthousiaste et curieux[14]. D'une couleur violette, il s'exprime avec un accent anglais (qu'il perd à la saison 2). En plus d'étudier les humains et de concevoir des inventions censées être révolutionnaires, il se consacre surtout à la construction des fusées pour revenir sur Zygma-B. Bien que ces dernières soient réputées pour exploser ou bien ne pas décoller, Etno en a pourtant construit de nombreuses en bon état. Malheureusement, un incident de dernière minute à chaque épisode empêche toujours les protagonistes de monter à bord. Il est le plus intelligent et le moins naïf de la bande. Il est d'ailleurs souvent agacé par la stupidité de ses camarades qui peinent souvent à comprendre ses plans et préfèrent la télévision. Bien qu'il soit plutôt sympathique et gentleman, il peut aussi se montrer très manipulateur et, même si ce n'est pas vraiment le cas dans la première saison où il est plutôt agréable et généreux, il devient assez prétentieux dans la deuxième saison où il se considère réellement comme le meilleur, il prend également la grosse tête au grand dam de Gorgious. La deuxième saison fait découvrir des talents d'Etno, comme le chant dans l'épisode Les Zinzins de Bollywood, un talent pour la voyance dans l'épisode Madame Zelza, ou encore la psychologie dans l'épisode Divan le terrible. Etno est l'alien qui a toujours un plan : en effet, pas un seul épisode ne passe sans qu'il élabore un plan, pourtant généralement simple mais qui se soldera toujours par un échec. Hormis dans l'épisode Qui est qui ? où après avoir construit son « dématérialiseur rematérialiseur », une version d'Etno réussit à rentrer sur Zygma-B. Sinon, Etno est sûrement le personnage qui apprécie le moins la télévision. Il ne la regarde que pour l'Inspecteur Derrick ou les documentaires, parfois pour le football.

- Gorgious Klatoo : Gorgious, la « brute boulimique » de la bande, est un alien bleu obèse, bagarreur et caustique, qui ne pense qu'à manger et à gratifier ses camarades de commentaires sarcastiques[15]. Bien qu'il ne fasse pas grand-chose dans la maison, il aime beaucoup critiquer et se moquer des autres. Il est le protagoniste qui déteste le plus les humains. D'ailleurs, si cela ne tenait qu'à lui, il ne serait pas aussi pacifique envers eux. Malgré son caractère, Gorgious est doté d'un très grand sens de l'humour qu'il partage avec plaisir avec ses amis, qui apprécient généralement ses blagues, dans l'épisode Hypocrite. Bien qu'il puisse parfois agir stupidement, Gorgious est loin d'être stupide, et serait même plutôt sournois. Souvent pessimiste, il ne se montre jamais vraiment enthousiaste face aux plans d'Etno, car il est persuadé que de toute manière, ça finira par rater. Il est aussi plein de sales manières, ce qui provoque souvent des disputes avec Candy. Pourtant, malgré leurs chamailleries, plusieurs épisodes montrent qu'ils s'apprécient en réalité énormément, voire plus si affinités. Gorgious appelle par exemple Candy « La dame de son cœur » dans l'épisode Nos ancêtres les humains, et il le complimente même sur ses fesses dans le jeu vidéo Stupid Invaders avant de lui dire qu'il ferait une parfaite petite épouse. Il est d'ailleurs le seul à parfois utiliser des termes féminins pour désigner Candy, même si c'est le plus souvent sur un ton ironique. Il s'entend très bien avec Bud, avec lequel il adore regarder la télévision en mangeant des pizzas, mais il le prend parfois pour un idiot. Il est également avide de pouvoir, et son côté macho le pousse souvent à vouloir voler la place d'Etno en tant que « mâle dominant » dans l'épisode Gorgious 1er. Selon Stéréo, dans l'épisode Il était une fois, deuxième partie, Gorgious aurait seize estomacs. Gorgeous signifie « magnifique » en anglais, mais le personnage arbore au contraire un physique repoussant. Il est aussi le seul protagoniste à ne pas changer de voix française tout au long de la série.

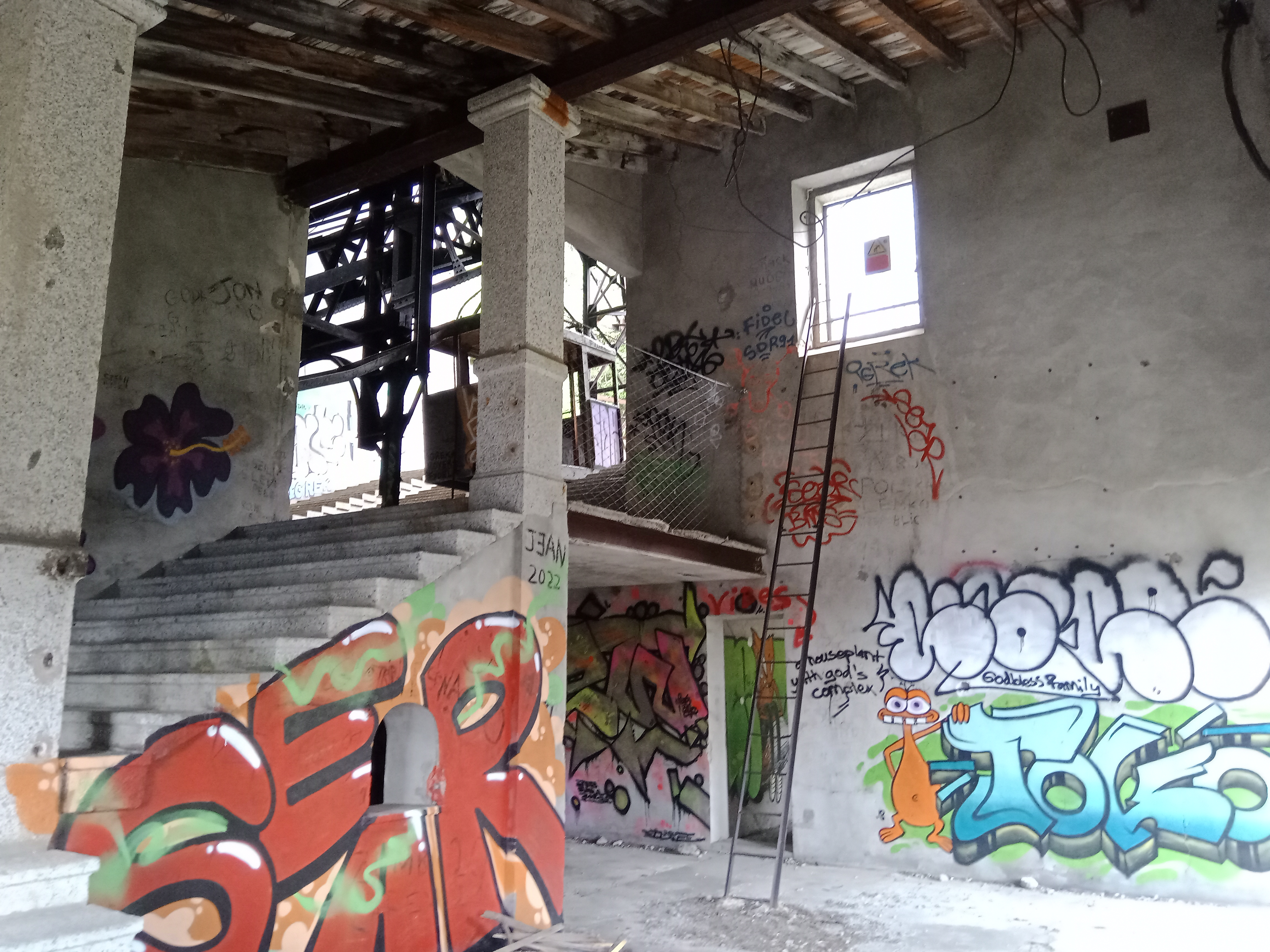
Graffitis dans une ancienne gare du téléférique de l'Aiguille du Midi à Chamonix-Mont-Blanc dont un de Bud Buddiovitch en bas à droite.

- Bud Buddiovitch : Bud est un alien élancé, de couleur orange, ayant quelques poils sur la tête et des dents en créneaux[16]. Il est le plus jeune de la bande, bien qu'il soit « âgé de 340 ans, il se comporte comme un enfant de 112 ans », citation de Candy dans l'épisode Divan le terrible résumant le caractère du personnage. Il passe effectivement son temps à regarder la télévision et s'exprime comme un adolescent. Il affectionne particulièrement les programmes stupides comme Les Gendarmettes en string. Ses autres obsessions télévisuelles sont l'Inspecteur Derrick et Space Cruser dans Space Micmac. Durant l'épisode @zinzins.com, il jette son dévolu sur Internet. Il a bien tenté de se faire des amis mais cela ne lui réussit pas. Pourtant, dans l'épisode Gribouillage de la saison 2, Bud se lie d'amitié avec un dessin d'enfant abandonné et doté d'une conscience, mais lorsque ce dernier le quittera pour retrouver son ancienne propriétaire, Bud sera très touché affectivement, jusqu'à ce que ses amis ne lui remontent le moral. Cet épisode laisse apparaître chez Bud un aspect plus sensible de sa personnalité. Ainsi, c'est le protagoniste le plus inactif du groupe. Comme il vit perpétuellement dans son propre univers fictif, il lui arrive souvent de ne pas participer à l'intrigue de l'épisode, et d'être un peu laissé de côté, ce qui lui permettra parfois d'être le seul à ne pas se faire attraper par les humains, comme dans Stupid Invaders. Il devient encore plus stupide et dépendant au petit écran dans la deuxième saison. Malgré cela, il est sympathique et relax : Il ne se prend jamais la tête et il est très rare de le voir s'énerver. C'est celui qui se sent le plus proche des humains.

Sa couleur orange et son prénom seraient une référence à l'Orange bud, une variété de  cannabis, référence encore plus frappante lorsqu'on constate ses yeux injectés de sang, sa mollesse et son côté très relax. 
- Candy Hector Caramella : Petit alien vert à grosse tête, parfois affublé d'une jupette orange à points rouges. Sa principale caractéristique est d'être complètement efféminé, à tel point que de nombreuses personnes continuent de le prendre pour une fille. Il est d'ailleurs homosexuel (il est l'un des premiers personnages à l'être dans les dessins animés non-américains) et ne le cache pas (il n'est pas rare de le voir flirter avec des hommes). Il est d'ailleurs le seul à ne pas avoir succombé aux charmes d'une des locatrices qui avait envoûté les autres protagonistes dans l'épisode La toute première fois. Il a cependant parfois laissé entendre qu'il est une femme, car à la fin de ce même l'épisode tous les Zinzins tombent amoureux de lui. C'est un maniaque du ménage et tient à son aspirateur comme à la prunelle de ses yeux[17]. D'après l'épisode Divan le terrible, sa maniaquerie lui viendrait de sa mère, qui lui aurait reproché d'être trop sale lorsqu'il était petit. L'épisode Maman ! révèle qu'il entretient d'ailleurs une relation conflictuelle avec cette dernière. Candy est un grand romantique, son rêve ultime serait de célébrer un beau et grand mariage d'amour. Ses yeux s'illuminent dès que le mot « amour » est prononcé et il peut tenir un long discours enflammé sur la beauté de ce sentiment. Il possède certes un côté très innocent - il est naïf et superstitieux, sans parler de son côté vierge effarouchée - mais peut aussi être vicieux et manipulateur quand le cœur lui en dit. Il se sert souvent de ses « charmes féminins » pour arriver à ses fins, que ce soit avec les locataires ou ses amis. Candy possède une personnalité angoissée et exubérante. Il est très bruyant, et pique tout le temps des crises d'hystérie. Il est aussi extrêmement lunatique, passant du rire aux larmes en quelques secondes. Même si Candy ne déteste pas foncièrement les humains (il les trouve simplement sales, malpolis et barbares) c'est celui qui rêve le plus de retourner sur sa planète, car il ne supporte pas la Terre et ses habitants. Dans le jeu vidéo Stupid Invaders, Candy avoue qu'il souhaite retourner sur sa planète pour pouvoir changer de sexe et devenir une femme. Même s'il est naïf et impressionnable, il n'en est pas stupide pour autant. C'est d'ailleurs lui qui prend les commandes et réfléchit à des plans lorsque Etno n'est pas là. Il a une relation tendue avec Gorgious, qui est son parfait opposé. Malgré leurs disputes, Candy apprécie beaucoup l'alien bleu. De manière générale, il s'entend très bien avec Etno qui le réconforte lorsqu'il va mal. Candy a beau avoir un cœur en or, il ne faut pas trop l’énerver non plus car ses colères sont dévastatrices. Peut-être parce que Candy se sent femme au fond de lui, il ressent le besoin d'avoir une intimité vis-à-vis des autres protagonistes. Il possède alors une chambre personnelle, à l’écart des autres. Bien qu'il dorme le plus souvent avec ses amis, il lui arrive parfois de dormir seul dans sa chambre. Il possède une collection incroyable de petites culottes qu'il affectionne autant que son aspirateur. Il affectionne aussi son fer à repasser.

- Stéréo Monovici : Alien rouge à deux têtes, il est présent dans la première saison, mais n'apparaît que dans deux épisodes de la saison 2. Il est assez grand en taille comme Bud, et est l'assistant d'Etno. En dehors de la bande dessinée, où il est expliqué que Stéréo a réussi à rentrer chez lui en faisant involontairement démarrer la fusée d'Etno alors qu'il était le seul à bord, il n'est pas dit comment ce personnage réussit à repartir sur Zygma-B. D'après l'épisode Il était une fois, première partie, sa mamie fut capturée par les humains et est conservée dans un bocal. Les deux têtes n'arrêtent pas de se disputer, mais elles constituent une encyclopédie vivante : en effet, Stéréo, possédant deux cerveaux, a une capacité de mémoire incroyable. On apprend par ailleurs dans l'épisode Vénus Junior qu'il parle et comprend plus de 7 millions de langages différents. Il semble avoir de bonnes relations avec Gorgious car il est souvent vu avec lui pour jouer à des jeux de sociétés ou encore regarder la télé.

## Différences entre les deux saisons
La plus grande différence entre la première et la deuxième saison est le changement des voix de Bud, Candy et Etno (leurs comédiens ont, pour une raison inconnue, été remplacés), ainsi que l'absence de Stéréo qui (selon la bande dessinée) a réussi à regagner sa planète à la suite d'une dispute entre ses deux têtes. Stéréo revient dans les épisodes Champions du monde et OVNI où il essaye de ramener les autres mais, à la fin de chaque épisode, il repart sans eux.
Le générique diffère aussi : Stéréo est absent du générique de la deuxième saison, et dans le premier générique, c'est Candy qui conduit la soucoupe (comme dans le premier épisode), alors que dans le deuxième générique, c'est Gorgious qui conduit. On remarque aussi que la soucoupe a changé : elle passe du gris au rouge et alors qu'elle avait été détruite dans la saison 1, elle réapparaît dans la saison 2 sans aucune égratignures. Dans la première saison, à la fin du générique, les Zinzins restaient devant le panneau « maison à louer » (ou indiquant le titre de la série selon la version du générique), alors que dans le générique de la deuxième saison, ils se trouvent derrière l'œil de bœuf du grenier.
Des différences peuvent également se noter sur les histoires. C'est notamment le cas dans l'épisode de la saison 2, Les Zinzins de Bollywood, dans lequel Etno tombe amoureux de la nouvelle locataire ; Gorgious demande alors si ça n'est pas interdit et Candy lui répond par la négative en lui expliquant ce qu'est l'amour. Or, dans La toute première fois, dernier épisode de la saison 1, Gorgious, Bud, Stéréo et Etno tombent tous amoureux les uns à la suite de la nouvelle locataire et c'est Candy qui s'inquiète. De plus, la saison 1 montre plus souvent le quotidien des Zinzins dans la maison gâché par l'arrivée de nouveaux locataires, tandis que la saison 2 est plutôt centrée sur leur envie désespérée de pouvoir rentrer sur leur planète à bord d'une fusée, dont celles-ci sont souvent détruites ou détourné involontairement par des humains.
Leur changement de voix est en partie la raison qui fait que les Zinzins changent aussi de la saison 1 à la saison 2. Légèrement de par leur physique (les couleurs sont plus intenses dans la saison 2, par exemple) mais surtout de par leur caractère :
- Etno est plus prétentieux, et de ce fait moins sympathique dans la saison 2 (mais il reste tout de même plutôt gentil et gentleman). Il est aussi plus bavard et moins passif, par exemple, dans l'épisode Chauve qui peut de la saison 1, Etno se résigne à laisser les chauves souris au grenier. Dans la saison 2, il aurait mis au point un stratagème afin de s'en débarrasser. Son accent britannique a disparu dans la saison 2.
- Candy, lui, est passé du stade de « maman-de-la-maison-qui-réconforte-tout-le-monde » à celui de « piqueur-de-crise-de-nervosité-constante ». Candy est beaucoup plus calme dans la saison 1 où il essaie tant bien que mal de rester zen devant le manque total de bonne manière de ses amis. Il est même un peu effacé dans la saison 1, et ne dit pas grand-chose, sauf quand l'épisode est centré sur lui. Alors que dans la saison 2, il se laisse totalement submerger par ses émotions, en passant des pleurs au rire et du dégoût à l'amour en moins d'une seconde. Il est beaucoup plus présent : dans la saison 1, c'est lui qui essayait de maintenir le calme dans la maison, alors que dans la saison 2, c'est lui qui brise le calme. Il rit plus souvent dans la saison 2, contrairement à la saison 1, où il était totalement dénué d'humour, il se montrait juste quelquefois un peu sarcastique. Il se fait aussi beaucoup plus maltraiter par ses compagnons (en particulier Gorgious) dans la deuxième saison, où il n'est plus vu comme « la petite chose fragile qui réconforte tout le monde », mais comme « la petite chose fragile qui passe son temps à sermonner tout le monde et de ce fait est la parfaite victime ». Il est plus réfléchi et courageux dans la première saison, il devient assez peureux dans la saison 2. De plus, il semble plus efféminé dans la deuxième saison : il se transforme plus souvent en femme, et il est plus romantique et passionné par l'amour. Candy est aussi plus souvent affublé de longs cils et d'étoiles dans les yeux. Candy est sûrement le personnage qui a le caractère le plus changé depuis la saison 2.
- À l'inverse de Candy, Bud est plus effacé dans la deuxième saison, où il passe tout son temps devant la télé et en se fichant du monde qui l'entoure. Dans la première saison, Bud était déjà pas mal captivé par le petit écran, mais quand ses amis avaient besoin de lui, il décrochait sans problème. Il est aussi bien plus intelligent dans la saison 1 que dans la saison 2 où il sait à peine compter jusqu'à deux. Il semble même plus égoïste et immature dans la saison 2.
- Gorgious, lui, n'a pratiquement pas changé. Il est toutefois un peu plus sarcastique et cassant envers ses amis, notamment avec Candy.
- Dans la première saison, les deux têtes de Stéréo se disputent souvent, ce qui laisse penser qu'il s'agit de deux personnes dans le même corps. Mais dans la saison 2, Stéréo semble être une seule et unique personne possédant deux têtes.

### Remarques
- Dans l'épisode @zinzins.com, le jeu auquel les Zinzins jouent ressemble au jeu Super Mario Bros.
- Dans TV Connection, la « mort » de Bud ressemble à celui de Gage, un personnage du film Simetierre
- Dans Vénus Junior, quand Etno regarde son livre pour savoir qui sont les extraterrestres qui viennent squatter chez eux, il tombe sur un « Plutonien à tête d'haricot », qui en réalité est un Xénomorphe du film Alien, mais de couleur verte.
- Dans l'épisode Champion du monde (saison 2 épisode 16), on apprend qu'ils savent très bien jouer au basket.
- Dans l'épisode Il était une fois, première partie (saison 1 épisode 1), Etno précise que personne ne doit sortir de la maison sans être transformé. Or, les extraterrestres sont vus plusieurs fois à l'extérieur sans être déguisés en humains au cours de la série.
- Candy est le seul personnage qui cite des villes réelles. Il cite la ville de Boulogne-sur-mer dans l'épisode Dites-le avec les fleurs, mais aussi Saint-Tropez dans De temps en temps, Vienne dans Les grosses abeilles...
- La première saison présentait les titres des épisodes sur différentes cartes, alors que dans la deuxième saison, les cartes sont toutes identiques.
- La première saison nous montrait les Zinzins dormant au grenier alors que dans la deuxième saison, ils semblent avoir chacun leur espace personnel.
- Bon nombre d'épisodes montrent les Zinzins sans avoir affaire à un quelconque visiteur. L'épisode Cours toujours possède même une trame inversée.
- Les 4 aliens restés sur Terre ont une fois réussi au cours de la série, à retourner sur leur planète dans l'épisode Bienvenue ! (Saison 2 épisode 43). Arrivés sur place, ils découvrent avec horreur que les différents locataires ayant malencontreusement embarqué dans leurs précédentes fusées sont là, prouvant qu'Etno est bel et bien capable de construire des vaisseaux fonctionnels. Etno se voit contraint de fuir avec ses amis leur propre planète, et de retourner sur Terre afin d'éviter de se faire passer à tabac, cette dernière étant la seule autre destination programmée dans l'ordinateur de la fusée.

### Erreurs
- Dans l'épisode Le Zinzin show, Fabrice a normalement l’œil vert, mais après que Gorgious a mangé le gâteau de Bud, il a l’œil rouge.
- Normalement, les yeux de Gorgious sont verts, mais dans les épisodes Divan le terrible (quand il utilise le SMTV), Bienvenue (quand la fusée d'Etno décolle de la planète Zygma-B), Space micmac (après qu'Etno a fermé la porte), Les Zinzins à l'école (après que la maîtresse se fait éjecter de la classe avec la fusée cachée d'Etno) et Mon ami au poil (quand Gorgious aspire les poils de Mollux), il a les yeux rouges.
- Les yeux d'Etno, qui sont normalement rouges, sont devenus verts dans l'épisode Un ami au poil au moment où Mollux part avec sa fusée.
- Candy a normalement un tablier orange avec des taches marron, mais dans l'épisode Le voyageur du temps, où Argh l'homme des cavernes fait du feu avec des pierres qu'il frotte, il porte une espèce de robe rose.
- Dans Profession Père Noël, les Zinzins portent leurs pyjamas, mais quand le Père Noël sort de la cheminée la première fois, ils ne les portent plus.
- Dans Le collectionneur, le nez de Candy disparaît quand Etno dit « Cheval de Troie » et au moment où il s'adresse à Bud. Mais aussi dans Dites-le avec des fleurs, où il arrose ses fleurs et dans La poupée qui fait boum après que le mannequin crash-test s'écrase au bas de l'escalier au moment où les Zinzins ont mal pour lui quand ils l'espionnent depuis le grenier grâce à leur caméra qui est branchée sur la télé.
- Dans On efface et on recommence 2ème partie, quand Candy utilise le SMTV, ainsi qu'à la fin du générique de début de la saison 1 quand les Zinzins courent puis s'arrêtent devant le panneau de la maison, il est nu.
- Dans Grosse fatigue, il est possible de voir une lune rousse et derrière elle il y a une ou deux autres lunes plus petites.
- Dans Cochon dingue, lorsque Jean-Jacques le cochon d'Inde explique qu'il est complètement cinglé, son nez disparait un instant et réapparait la seconde d'après.
- Dans Le poussin collector, quand Bud retrouve le numéro 3 dans une autre boîte de lessive en poudre, le poussin est rouge avec une coquille jaune, alors que celui qui l'a déjà est vert avec une coquille blanche.
- L'adresse de la maison des Zinzins est le 768 Rue du Chêne blanc selon Gorgious dans Il était une fois, 2ème partie, mais dans l'épisode Trompe la mort, l'adresse est 768 Rue du Vieux-Chêne.
- Dans Bienvenue, parmi les anciens locataires que les aliens retrouvent sur Zygma-B figurent la poupée crash-test et Mollux alors qu'ils ont respectivement atterris sur la Lune et sur une autre planète.

## Similitudes avecOggy et les Cafards
Beaucoup de clins d'œil de la série Oggy et les Cafards apparaissent dans les Zinzins de l'espace et inversement.
Il existe tout d'abord des ressemblances entre les personnages des deux séries. 
- Gorgious et Dee-Dee vouent tous deux une grande passion pour la nourriture et mangeraient tout et n'importe quoi.
- Tout comme Candy, Oggy affectionne son aspirateur et aime la propreté. Mais Oggy est beaucoup plus fainéant que Candy.
- Tout comme Etno, Jack adore essayer d'inventer des machines (clin d'œil au jeu PC The Incredible Machine, dont le graphisme a été tiré).
- Comme Etno, Joey est également le chef de sa troupe.
- Tout comme Bud, Marky semble être le plus bête de la bande.
- Dans l'épisode Pète-planètes on peut noter la ressemblance entre les génies et les cafards.

Les personnages d'Oggy et les Cafards peuvent apparaître dans les Zinzins de l'espace.
- Les Zinzins regardent parfois Oggy et les Cafards à la télévision.
- Il existe des jouets Oggy et les Cafards, comme dans l'épisode Les Envahisseurs où Bud s'amuse avec une balançoire Oggy, ou dans l'épisode Mme Zelza, où se trouve une photo d'Oggy dans le livre d'astrologie d'Etno.
- Les dessins que trouve Gorgious, dans l'épisode Gribouillages, sont des dessins de Oggy, Dee Dee, Marky, Joey et Jack.
- Dans un épisode de la première saison, on note dans la télévision la présence d'un chat blanc au nez noir, qui présente de forte similitude avec Oggy, courir après une souris et glisser sur une pelote de laine.
- L'épisode Les marins de l'espace montre les trois cafards naviguant sur l'eau.
- Dans l'épisode Jolie poupée de Oggy et les Cafards, la maison de poupée de Oggy est la même que celle des Zinzins.
- Un épisode d'Oggy et les Cafards s'intitule les Cafards de l'espace.
- Dans l'épisode Gardiens de nuit de la saison 3 d'Oggy et les Cafards, Candy, Bud, Etno et Gorgious sont dans la machine à laver, après un passage de l'épisode rappelant le « moment SMTV ».
- Dans Divan le terrible, la première cliente du psychanalyste est une des voisines d'Oggy et Bob. Tout comme dans la série Oggy, elle ne se sépare pas de son chien.
- Dans un épisode de la série on peut voir dans la télé un chat blanc ressemblent étrangement à Oggy.

Dans l'épisode Des plumes dans la prairie, Razmo, de la série animée Ratz est visible lors de la transformation de Bud avec le SMTV.
Dans Fort Dalton de la série Les Dalton, quand Joe boit la potion de Vrai Faucon, il se transforme en Candy et aussi en Oggy. La musique du SMTV est également présente.
Il existe également des ressemblances au niveau des histoires des épisodes des deux séries.
- Dans l'épisode Coquin de sort, Candy pratique le vaudou sur des personnages en pâte à modeler « Etno », « Gorgious » et « Bud », tout comme les cafards martyrisent Oggy grâce à une poupée « Oggy » en pâte à modeler dans l'épisode En pleine déforme.
- Dans l'épisode Lucien, les aliens collectionnent et fabriquent des nains de jardin, tout comme Oggy dans l'épisode Les envahisseurs.
- Dans l'épisode Complètement accro, Oggy ne décroche plus de la télé tout comme Bud.
- Dans l'épisode Soigne ton code, Oggy tente désespérément d'obtenir son permis tout comme Candy dans Passe ton code d'abord.
- Dans l'épisode Maison à louer, Oggy doit affronter des locataires envahissants tout au long de l'épisode. Oggy doit d'ailleurs souvent se débarrasser d'intrus chez lui, comme une souris, un boa, Bob, etc.
- Dans l'épisode Aglagla, la maison d'Oggy se retrouve gelée, tout comme celle des Zinzins dans Une froide intelligence.

## Produits dérivés

### VHS et DVD
Des sorties VHS s'effectuent le 13 avril 1999 chez l'éditeur Polygram, et le 24 août 1999 chez Universal.
Strategic Marketing et Sony Music Entertainment France sortent deux coffrets 5 DVD, intitulé Les Zinzins de l'espace - Saison 1 et Les Zinzins de l'espace - Saison 2 le 13 juin 2011,.

### Film
Originellement prévu pour le second trimestre 2009, le film, en images de synthèse, devait être réalisé par Olivier Jean-Marie et produit par Action Synthèse et Xilam,. À la suite du placement en liquidation judiciaire d'Action Synthèse le 25 mars 2013, le statut du film reste inconnu. Seul un teaser d'abord doublé en anglais puis traduit en français par les comédiens de la saison 2 pour les 20 ans de la série est parvenu jusqu'au public. Le forum Feature Animation a révélé le 17 février 2007 le synopsis du film.

### Jeux vidéo
Les Zinzins de l'espace ont été adaptés en jeu vidéo sur Dreamcast, Microsoft Windows et Mac OS, et développés par Ubisoft. Le jeu est intitulé Stupid Invaders et commercialisé en France à partir du 24 décembre 2000 et aux États-Unis à partir du 6 mars 2001. Les Zinzins y sont doublés par les mêmes comédiens de la saison 1. Une suite était prévue fin 2000, mais est annulée au cours de sa planification.
En 2012, un jeu social appelé Les Zinzins de l'Espace : Panique au grenier, édité par Xilam et développé par 3DDUO, est accessible sur Facebook depuis le 25 janvier 2012.

### Bande dessinée
Depuis 2006, Les Zinzins de l'espace ont été adaptés en bande dessinée. Seuls deux tomes ont été commercialisés et édités chez Jungle,. Ces deux tomes sont sortis le même jour le 10 mars 2006.